# Fatukona
Fatukona is een bestuurslaag in het regentschap Kupang van de provincie Oost-Nusa Tenggara, Indonesië. Fatukona telt 1598 inwoners (volkstelling 2010).